# C-mon & Kypski
C-mon & Kypski was een Nederlandse band uit Utrecht. De band bestond uit vier leden: Thomas Elbers alias Kypski (diskjockey, producent), Simon Akkermans alias C-Mon (dj, producent), Daniel Rose ((bas)gitaar) en Jori Collignon (toetsenist).

## Biografie
C-Mon & Kypski heeft tournees gehad in Europa, Noord-Amerika en Zuid-Afrika, en heeft vier albums uitgebracht. Werd er eerst voornamelijk geëxperimenteerd met hiphop en elektronica, op latere albums is een meer eclectisch geluid te horen. C-Mon & Kypski maakt genreoverschrijdende muziek. Esquire magazine (USA) omschreef de band in 2007 als “The hot shit in Europe right now.”
Zo gebruikte de band in het verleden turntables en gitaren, synthesizers, vreemde samples, jazzmusici, rappers en een Klezmer-band. Ook mixten ze flamenco en dubstep door hun muziek.
Op 23 oktober 2009 bracht de band het album ‘We Are Square’ uit.
De band heeft driemaal getoerd door de VS. De meest recente was in april 2010. De band speelde op het SXSW-festival in Austin, en in clubs als Roxy in LA, Fillmore East op Irving Plaza in New York, Popscene in San Francisco en Metro in Chicago. Op zaterdag 29 mei 2010 hebben C-mon & Kypski op het hoofdpodium van de 41e editie van Pinkpop gestaan.
In 2011 is C-Mon & Kypski geruisloos uit elkaar gegaan. In 2022 gaf de band een éénmalig reünie-optreden in het kader van het 900-jarig bestaan van de stad Utrecht.

## Discografie

### Albums
- 2002: Vinyl Voodoo, Supertracks
- 2004: C-Mon Cereal, Supertracks
- 2004: Static Traveller, Supertracks
- 2005: Feel1Vibe Mixtape, Supertracks
- 2005: Dutch Rare Food, Supertracks
- 2006: Where The Wild Things Are, Jammm
- 2008: The Complete Jazz Compilation, Jammm
- 2008: The Rock Compilation, PIAS
- 2009: We Are Square, Jammm

### Singles
- 2001: Junkie HC, Dexdexter Records
- 2002: Vinyl Voodoo Ep, Supertracks
- 2006: Bumpy Road
- 2007: Make My Day ft. Pete Philly
- 2007: Bumpy Road (heruitgave)
- 2009: China

## Hitlijsten

### Albums
| Album met eventuele hitnotering(en) in de Nederlandse Album Top 100 | Datum van verschijnen | Datum van binnenkomst | Hoogste positie | Aantal weken | Opmerkingen |
| ------------------------------------------------------------------- | --------------------- | --------------------- | --------------- | ------------ | ----------- |
| Where the wild things are                                           | 2007                  | 25-08-2007            | 83              | 1            |             |
| We are square                                                       | 2009                  | 31-10-2009            | 50              | 2            |             |

### Singles
| Single met eventuele hitnotering(en) in de Nederlandse Top 40 | Datum van verschijnen | Datum van binnenkomst | Hoogste positie | Aantal weken | Opmerkingen                                |
| ------------------------------------------------------------- | --------------------- | --------------------- | --------------- | ------------ | ------------------------------------------ |
| Make my day                                                   | 2007                  | -                     |                 |              | met Pete Philly / #91 in de Single Top 100 |